# Lista de organizações de conservação e restauração cultural
Lista de organizações de conservação e restauração cultural são associações e organizações ligadas ao campo de conservação e restauro do patrimonio cultural. Estas organizações existem para “apoiar os profissionais de conservação que preservam o nosso patrimônio cultural”. Isso envolve manter padrões profissionais, promover pesquisas e publicações, fornecer oportunidades educacionais, fomentar a troca de conhecimento entre conservadores, profissionais aliados e o público.
- Instituto Americano para Conservação, American Institute for Conservation;[2][3]
- Instituto Australiano para a Conservação de Materiais Culturais, Australian Institute for the Conservation of Cultural Materials;[3][4]
- Associação Canadense para Conservação de Propriedade Cultural, Canadian Association for Conservation of Cultural Property;[3]
- Coalizão de Preservação Digital, Digital Preservation Coalition;[5]
- Confederação Europeia de Organizações de Conservadores e Restauradores, European Confederation of Conservator-Restorers' Organisations;[6][7][8]
- Instituto de Conservação, The Institute of Conservation (Icon);[3]
- Instituto Internacional para a Conservação, International Institute for Conservation of Historic and Artistic Works (IIC);[3][9]
- Rede Internacional para a Conservação da Arte Contemporânea, International Network for the Conservation of Contemporary Art (INCCA);[3]
- Associação de Conservação Intermuseu, Intermuseum Conservation Association;[10]
- Guilda de Conservação Regional do Centro-Oeste, Midwest Regional Conservation Guild;[11]
- Sociedade para a Proteção de Edifícios Antigos, Society for the Protection of Ancient Buildings (Anti-Scrape);[12]
- Associação Ocidental para Conservação de Arte, Western Association for Art Conservation;[13]
- Conselho de atividades ao ar livre de Wyoming, Wyoming Outdoor Council;[14]
- Sociedade de Monumentos Antigos, Ancient Monuments Society (AMS);[15]
- Instituto Australiano para a Conservação de Materiais Culturais (AICCM), Australian Institute for the Conservation of Cultural Materials (AICCM);[16]
- Comitê de Conservação de Bens Culturais na Turquia, Committee on Conservation of Cultural Assets in Turkey;[17]
- Registro Nacional de Monumentos Históricos da Romênia, National Register of Historic Monuments in Romania;[18]
- Conselho Internacional de Museus, International Council of Museums;[3][19][20]
- Projeto de restauração do Cairo histórico, Historic Cairo Restoration Project;[21][22]
- Fundo Nacional para a Preservação Histórica, National Trust for Historic Preservation;[23]
- Associação Profissional de Conservadores-Restauradores de Obras de Arte, Association Professionelle des Conservateurs-Restaurateurs d'Oeuvres d'Art;[24]
- Associação de Conservadores-restauradores da Bulgária, Association of Conservator-restorers in Bulgaria;[24]
- Associação Croata de Conservação e Restauração, Croatian Conservation-Restoration Association;[24]
- Federação Francesa de Profissionais de Conservação-Restauração, French Federation of Conservation-Restoration Professionals, Fédération française des professionnels de la conservation-restauration;[24]
- Associação de Conservadores de Antiguidades e Obras de Arte, Association of Conservators of Antiquities & Works of Art;[24]
- Associação de Restauradores Húngaros, Association of Hungarian Restorers, Magyar Restaurátorok Egyesülete;[24]
- Instituto de Conservadores-Restauradores da Irlanda, Institute of Conservator-Restorers in Ireland;[24]
- Associação Italiana de Restauradores, Association of Restorers of Italy, Associazione Restauratori d'Italia;[24]
- Associação de Restauradores-Conservadores do Tirol do Sul, Association of Restorers and Conservators of South Tyrol, Verband der Restauratoren-Konservatoren Südtirols;[24]
- Associação de Conservadores Nórdicos, Nordic Conservator's Association, Nordisk Konservatorforbund;[24]
- Associação Profissional de Conservadores-Restauradores de Portugal, Professional Association of Conservators-Restorers of Portugal;[24]
- Sociedade de Restauradores da Eslovênia, Society of Restorers of Slovenia, Društvo restavratorjev Slovenije;[24]
- Asociación de Conservadores Restauradores de España;[24]
- Conservadores-Restauradores associados da Catalunha, Conservadors-Restauradors associats de Catalunya;[24]
- Associação Suíça de Conservação e Restauração, Association Suisse de Conservation et Restauration;[24]
- Associação de Centros de Reuniões Culturais, Association des Centres Culturels de Rencontres;[8]
- Associação Europeia de Empresas de Restauração do Património Arquitectónico, European Association of Architectural Heritage Restoration Companies;[8]
- Instituto Australiano para a Conservação de Materiais Culturais (AICCM)Associação Europeia de Arqueólogos, European Association of Archaeologists;[8]
- Rede Europeia de Turismo Cultural, European Cultural Tourism Network;[8]
- Associação Europeia de Casas Históricas, European Historic Houses Association;[8]
- Fórum Europeu de Museus, European Museum Forum;[8]
- Rede Europeia de Educação em Conservação e Restauração, European Network for Conservation-Restoration Education;[8]
- Voz Europeia da Sociedade Civil Comprometida com o Patrimônio Cultural, European Voice of Civil Society Committed to Cultural Heritage;[8]
- uturo do Patrimônio Religioso – Europeu Rede para locais históricos de culto, uture for Religious Heritage – European Network for historic places of worship;[8]
- Associação Europeia de Cidades e Regiões Históricas, European Association of Historic Towns and Regions;[8]
- Organização de Cidades Patrimônio Mundial, Organisation of World Heritage Cities (OWHC);[8]
- Associação de Teatros Históricos na Europa, Association of Historic Theatres in Europe;[8]
- Centro Internacional de Estudos para a Conservação e Restauro de Bens Culturais, International Centre for the Study of the Preservation and Restoration of Cultural Property  (ICCROM).[3][25]